# Marcela Moldovan-Zsak
Pour les articles homonymes, voir Moldovan.
Marcela Moldovan-Zsak est une fleurettiste roumaine née le 3 juin 1956 à Satu Mare.

## Carrière
La fleurettiste roumaine participe à l'épreuve de fleuret par équipe lors des Jeux olympiques d'été de 1976 à Montréal et termine septième. Elle concourt ensuite aux Jeux olympiques d'été de 1980 à Moscou, terminant vingt-et-unième de l'épreuve individuelle et neuvième de l'épreuve par équipes. Aux Jeux olympiques d'été de 1984 à Los Angeles, elle remporte la médaille d'argent dans l'épreuve de fleuret par équipe avec Monika Weber-Koszto, Rozalia Oros, Aurora Dan et Elisabeta Guzganu-Tufan. Elle se classe dix-huitième en individuel.